# Protubérance occipitale interne
La protubérance occipitale interne est un relief osseux situé sur la face interne de l'écaille de l'os occipital.
Elle se situe à l'intersection des quatre branches de l'éminence cruciforme.
Latéralement de chaque côté partent deux sillons : les sillons du sinus transverse.
Elle se situe en vis-à-vis de la protubérance occipitale externe.